# Palazzo De Ballis
Il Palazzo De Ballis è un edificio storico, di stile gotico spagnolo, del XV secolo di cui la Torre De Ballis fa parte. È ubicato nel centro storico di Alcamo, nella provincia di Trapani.

## Storia
Questo palazzo del quattrocento, assieme alla sua torre, è ritenuto il più antico e pregevole edificio civile di Alcamo; secondo lo storico Pietro Maria Rocca risalirebbe al 1495.
Apparteneva alla famiglia De Ballis, nobili originari di Piacenza che lo fecero costruire su progetto di Tommaso e Pietro Oddo, (padre e figlio) di Monreale (Palermo).
In passato ha visto diversi cambi di proprietà.  Dopo l'estinzione dei De Ballis, il passaggio di proprietà alla famiglia Papè e Polizzi, la parte comprendente la torre appartiene alla famiglia D’Angelo, mentre l’altra parte appartiene alla famiglia Castrogiovanni-Iannitto.

## Descrizione
Così Giuseppe Polizzi descrive il palazzo:
Torre De Ballis, la cui parte superiore ben conservata, presenta una finestra rettangolare divisa in 3 luci da due colonnine e una bifora nel prospetto posteriore, oltre una bella cornice a machicoulis che sorregge la merlatura. Porte ad arco ellittico contornate da sagome gotiche poggianti sopra mensolette sagomate.

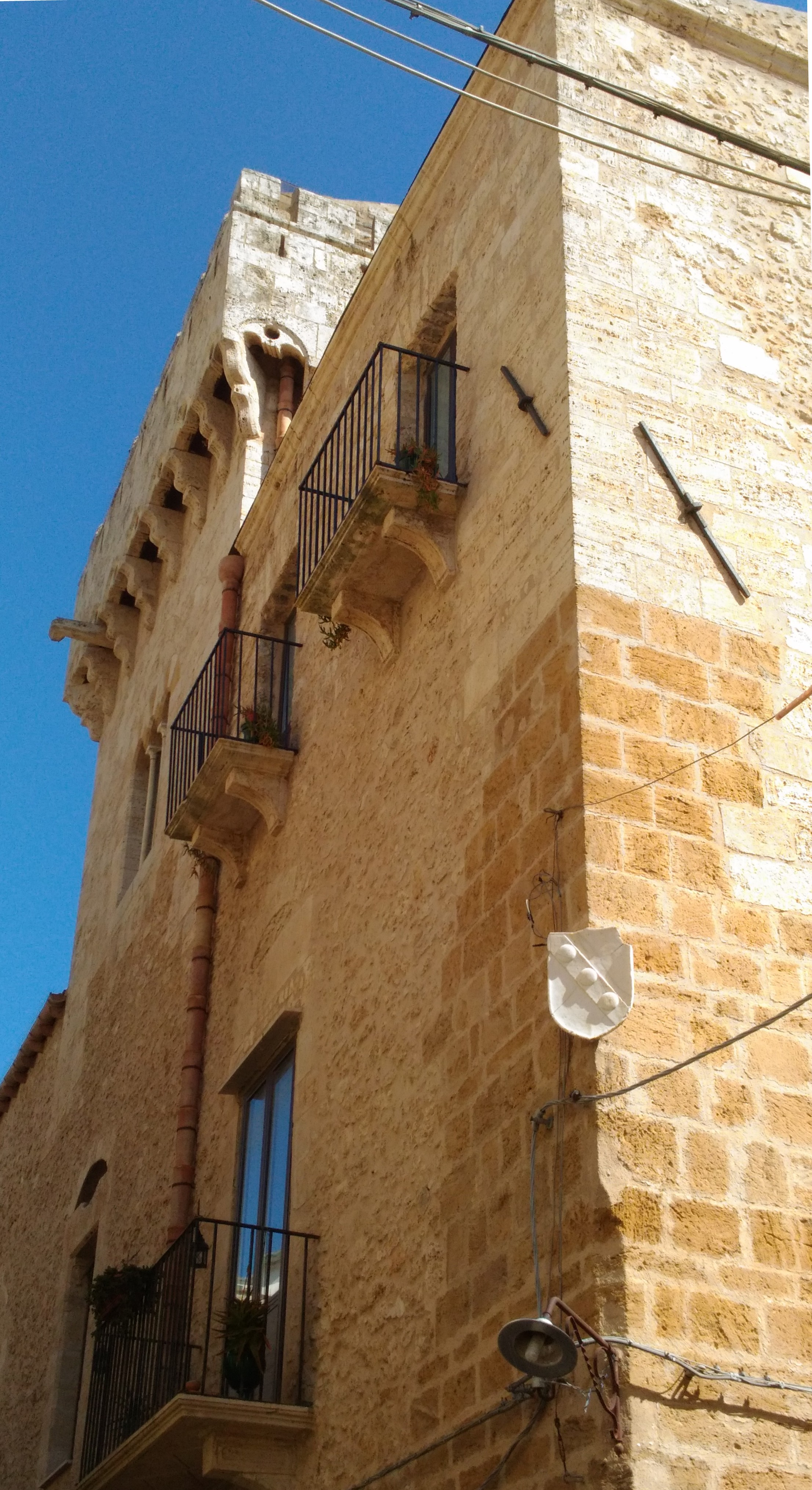
Palazzo De Ballis, restaurato

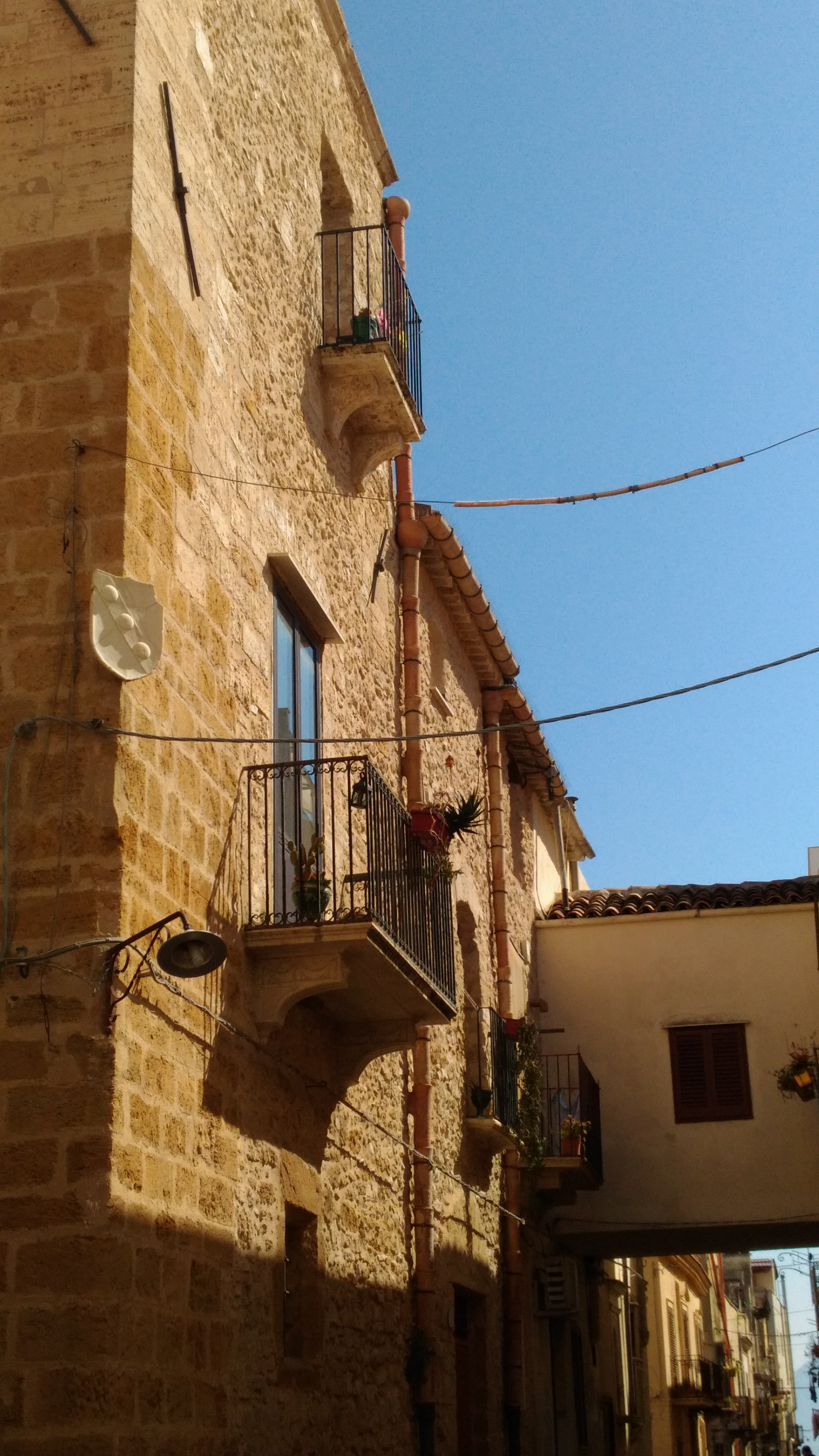
Palazzo De Ballis, lato via Madonna dell'Alto

La torre è di forma quadrata e ha una finestra con architrave al primo piano, con delle piccole mensole; al secondo piano è presente una trifora inserita in un arco a tutto sesto. Nel cortile nel lato est si affaccia una finestra bifora.
La torre è circondata da merli che poggiano su piccole nicchie che sostengono archi acuti.
Anticamente l’entrata principale era in posizione centrale; nel '700 venne sostituita da altre due: la prima, al numero civico 21, ha un portale in calcarenite con due basi sormontate da lesene; la seconda, al numero 23, è più piccola e ha due basi irregolari, a causa del ripristino del manto stradale. Alla torre si accede attraverso una scala dall’ingresso al numero civico 23.
Al primo piano si trovano quattro balconi, due dei quali con ballatoi in pietra e mensole scanalate; sul lato sud, al secondo piano, si aprono pure due balconi in pietra; a piano terra, in via Madonna dell’Alto, ci sono tre porte e tre finestre, oggi civili abitazioni. 
Al primo piano si trovano quattro balconcini, e un altro al secondo piano; all’angolo c’è lo stemma della famiglia De Ballis, con uno scudo fasciato e con tre palle.
Nella parte interna del palazzo si trova un elegante cortile da cui si dirama la scala di accesso al primo piano; qui le porte sono laccate e i pannelli in vetro, dipinti con elementi floreali e varie figure.
Nel salone sono dipinti affreschi restaurati nel 1985 dal professore Giuseppe Ganga, raffiguranti fiori multicolori e paesaggi. Il centro della volta è invece sormontato da un rosone. La camera da letto è ornata da un letto a baldacchino e affreschi sul soffitto.
Nel 2005 il palazzo e la torre sono stati sottoposti ad un restauro che ha rispettato le caratteristiche originarie dell’edificio; tali lavori sono stati interamente a carico della famiglia D'Angelo Angela.

### Associazione Culturale Musikè
Ha sede in questo palazzo e si propone la promozione dell’arte e della musica, allo scopo di contribuire alla crescita e alla bellezza interiore, soprattutto dei più giovani, per mezzo di mostre, concerti, corsi di musica e di canto – Musicoterapia, oltre alla diffusione delle discipline letterarie e della matematica. 
Altro scopo è quello di recuperare i sapori, le usanze e le tradizioni del nostro passato; vengono date delle cene ed è possibile effettuare delle visite guidate al Palazzo de Ballis.